# 佟鋆
佟鋆，汉军正蓝旗人，是一名清朝政治人物。
佟鋆曾于1749年接替乔式祖任青浦县知县一职，1750年由郝本茂接任。